# Dreiseithof Altnaundorf 21 (Radebeul)
Der Dreiseithof Altnaundorf 21 liegt am Anger Altnaundorf des Stadtteils Naundorf der sächsischen Stadt Radebeul.

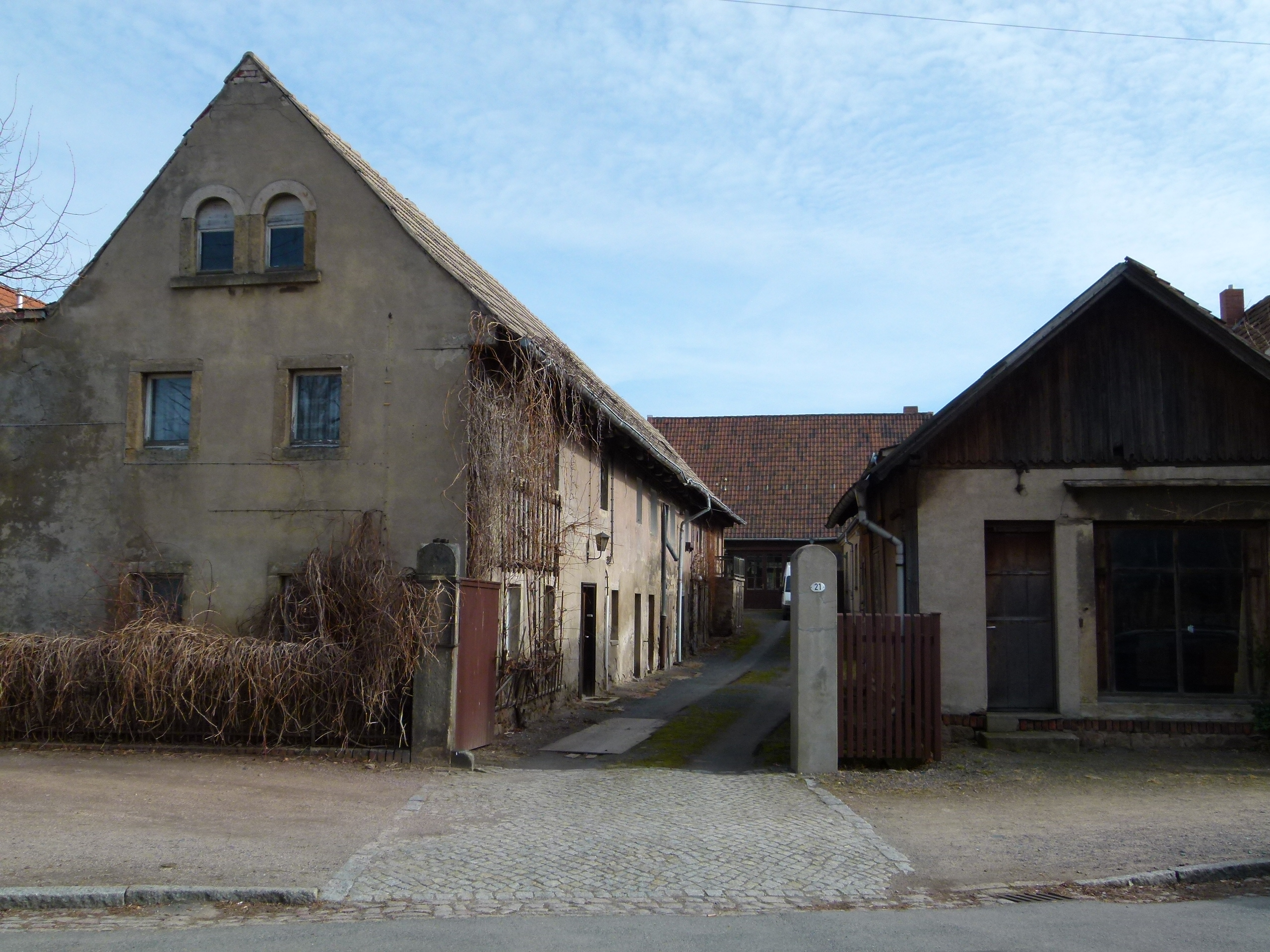
Dreiseithof Altnaundorf 21 (2012), als auch das Wohnstallhaus links noch unter Denkmalschutz stand

Als „Bestandteil eines gut erhaltenen Straßenangerdorfes der Meißner Region [sind Schankbude und Torpfeiler] baugeschichtlich und landschaftsgestaltend von Bedeutung“. Als Teil des ab 1973 geschützten Angers Altnaundorf bestand bereits zu DDR-Zeiten Denkmalschutz.

## Beschreibung

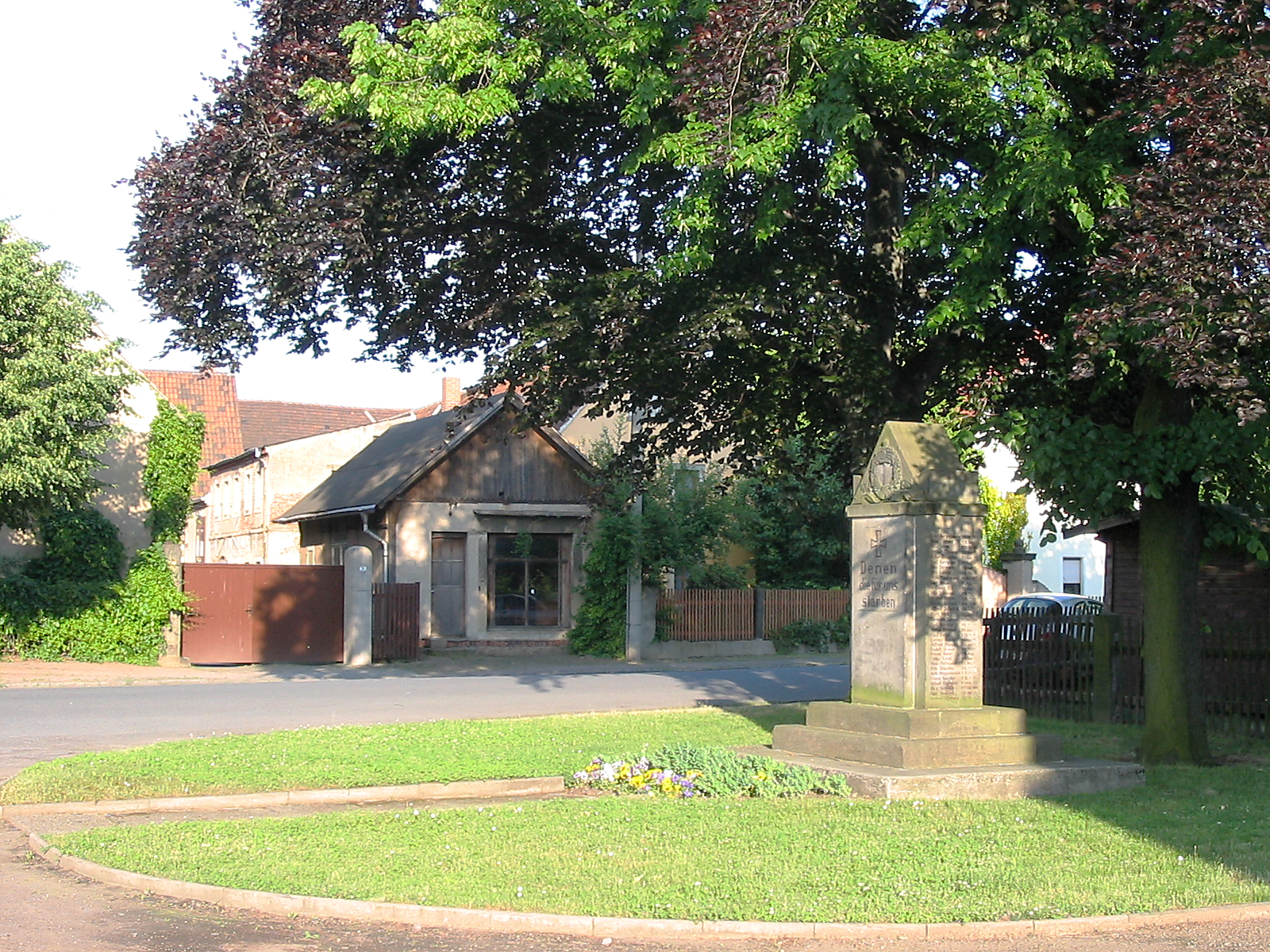
Ungenutzte Schankbude (2009), vom gegenüberliegenden Kriegerdenkmal aus

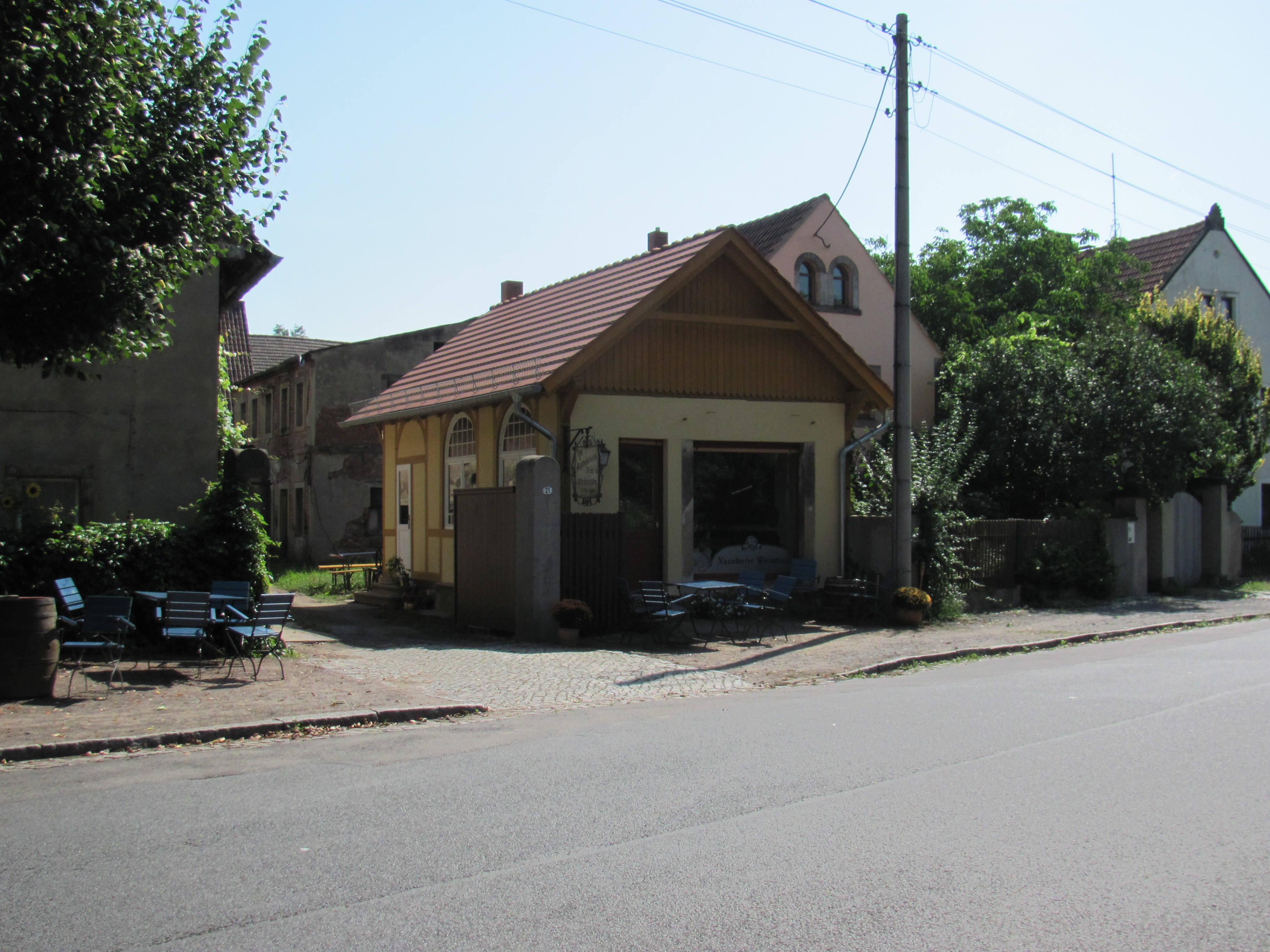
Schankbude Altnaundorf 21 (2015)

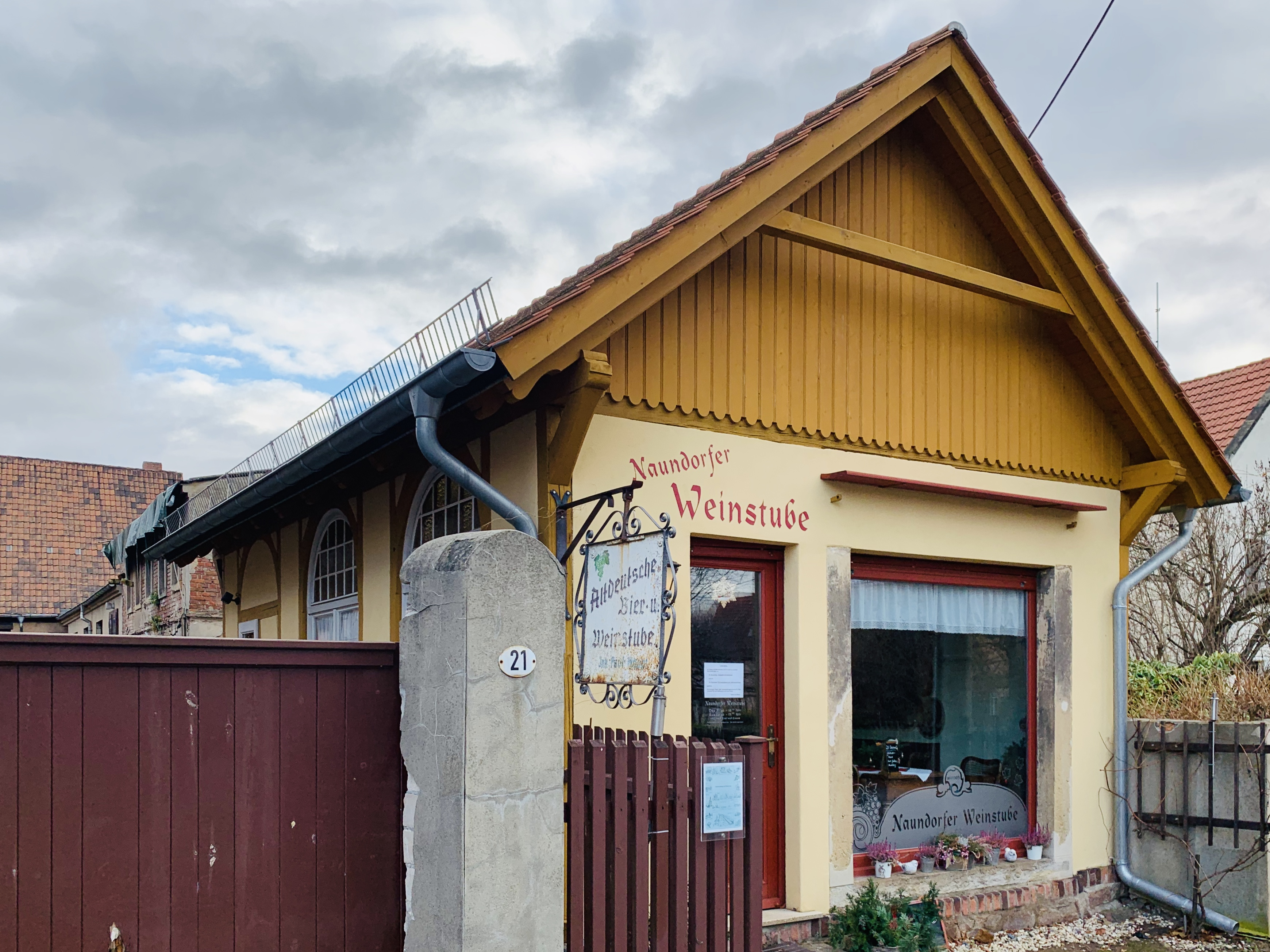
Naundorfer Weinstube (2019)

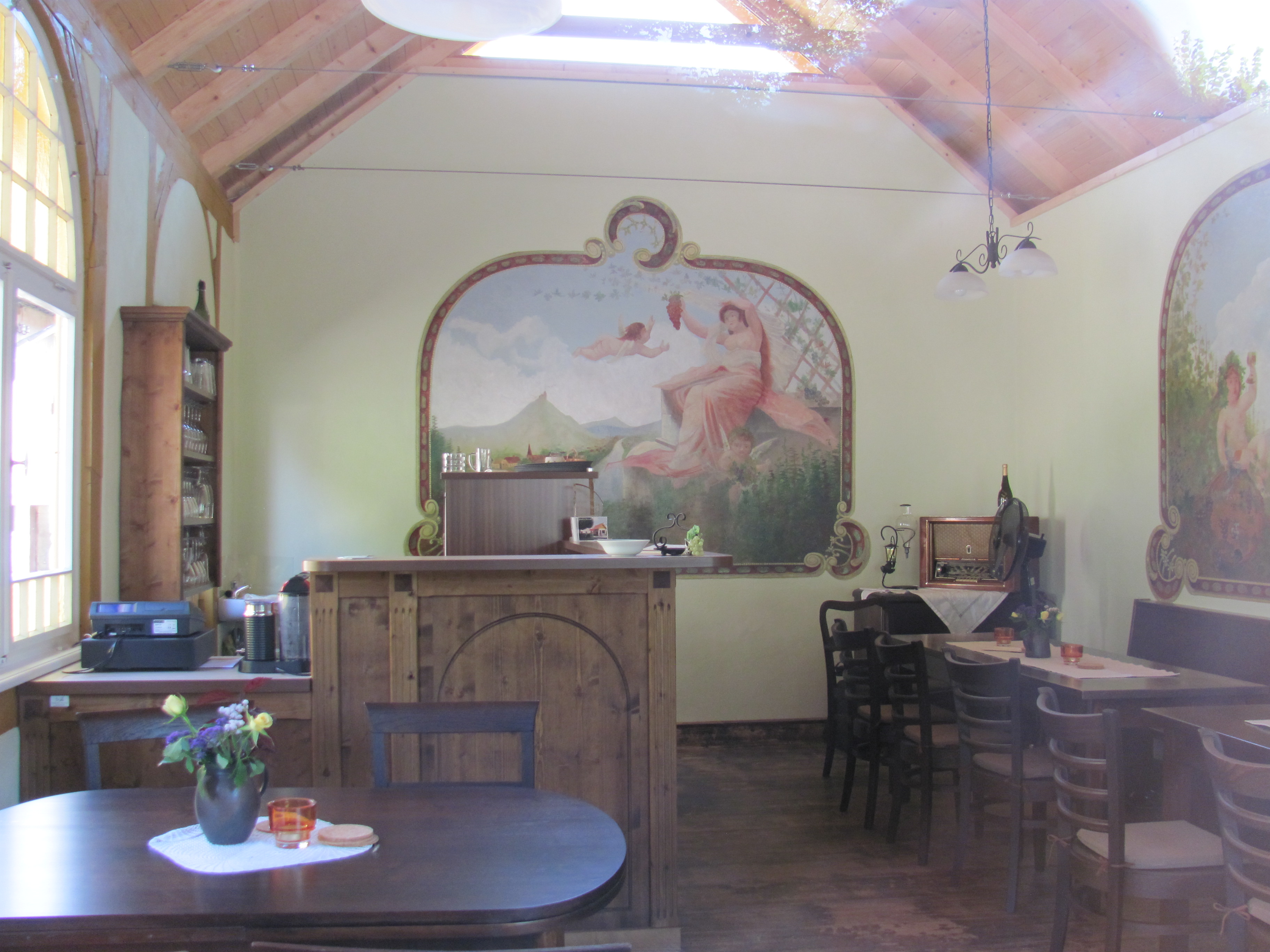
Inneres der Schankbude Altnaundorf 21 (2015)

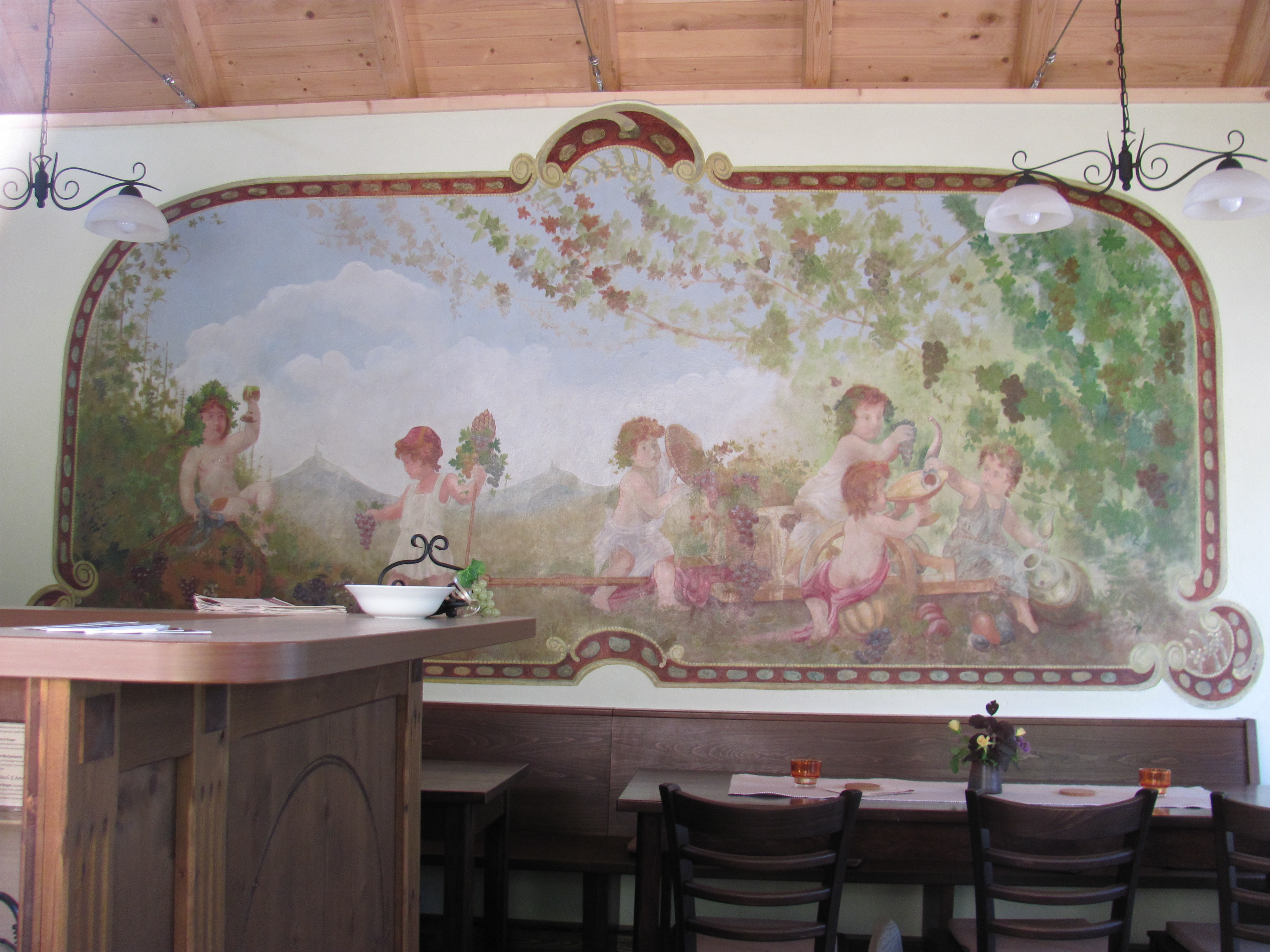
Inneres der Schankbude Altnaundorf 21 (2015)

Das rechte Nebengebäude (Schankstube) und der linke Torpfeiler stehen weiterhin unter Denkmalschutz.
Das bis 2012 denkmalgeschützte, zweigeschossige Wohnstallhaus steht giebelständig an der linken Seite eines schmalen, langen Grundstücks; das Gebäude hat ein ziegelgedecktes Satteldach, dazu einen verputzten Giebel mit zwei Fensterachsen sowie im Giebel zwei enger zusammenstehende Rundbogenfenster. Das Erdgeschoss ist massiv, das Obergeschoss wohl aus Fachwerk. Auf der linken Seite steht ein gebäudeschafthoher, eingeschossiger Flachdachanbau mit zwei großen Rechteckfenstern zum Anger. Dieser nachträgliche Anbau diente ursprünglich als Gaststube.
Auf der rechten Seite des Grundstücks steht die sogenannte Schankbude, ein eingeschossiger, kurzer Fachwerkbau. Dieses ebenfalls giebelständig zum Anger ausgerichtete Satteldachgebäude weist links in der Giebelseite eine schmale Eingangstür auf, daneben befindet sich zur Belichtung ein breites Fenster. Die Giebelseite ist verputzt, der Giebel selbst ist verbrettert. Die Längsseite zur Einfahrt zeigt die Fachwerkständer mit Rundbögen. Geschmückt ist der Bau „im Inneren mit volkstümlicher Ausmalung aus der Bauzeit.“
Hinten im Grundstück steht quer eine Scheune über die ganze Breite des Bauernguts. Diese ist nicht denkmalgeschützt.
Vorne zur Straße wird der Dreiseithof von Torpfeilern abgeschlossen, daneben befindet sich der schmale Vorgarten hinter einer schmiedeeisernen Einfriedung.

## Geschichte
Das Wohnstallhaus wurde um 1822 nach dem Dorfbrand wiedererrichtet, 1882 erfolgte der linksseitige Anbau zur Nutzung als Gaststube. Das ursprüngliche Auszugshaus auf der rechten Seite des Hofes wurde 1905 abgebrochen und durch die dort stehende Schanklaube ersetzt. Auftraggeber war der Weinhändler Arthur Benedix, der sie als Sommerpavillon für die bereits zur damaligen Zeit bestehende Naundorfer Weinschänke betrieb.
Nach dieser Nutzung bis in die 1930er-Jahre hinein diente das kleine Gebäude als Textilwarenladen, einem Schuster und als Elektrowarenladen; danach wurde es ein Lagerraum. Durch folgende mehr als 40 Jahre Leerstand zu DDR-Zeiten verfiel der Bau zusehends. 2014 begann die Sanierung mit dem Ziel der weitgehenden Erhaltung der ursprünglichen Weinstube.
Zum Naundorfer Dorf- und Schulfest im Jahr 2015 war die Schanklaube wiederhergestellt und wurde ab da ihrem Zweck gemäß als Naundorfer Weinstube wieder bewirtschaftet. Die Bauherrschaft bekam 2016 einen Publikumspreis des Radebeuler Bauherrenpreises zuerkannt.